# 2357 Phereclos
2357 Phereclos este un asteroid descoperit pe 1 ianuarie 1981 de Edward Bowell.